# Lactobacillus siliginis
Lactobacillus siliginis è una specie di batterio appartenente alla famiglia delle Lactobacillaceae.